# 菲尔斯特罗夫
菲尔斯特罗夫（法語：Filstroff，法語發音：[filstʁɔf]；洛林法兰克语：Félschtroff）是法国摩泽尔省的一个市镇，属于福尔巴克-布莱摩泽尔区。

## 地理
菲尔斯特罗夫（49°19'22"N, 6°32'26"E）面积16.76 平方千米，位于法国大東部大區摩泽尔省，该省份为法国东北部内陆省份，是洛林的一部分，西南接默尔特-摩泽尔省，东临下莱茵省，北与卢森堡和德国接壤。
与菲尔斯特罗夫接壤的市镇（或旧市镇、城区）包括：比比什、布宗维尔、谢姆里莱德、科尔门、弗赖斯特罗夫、盖尔斯特兰、讷恩基申-莱布宗维尔。

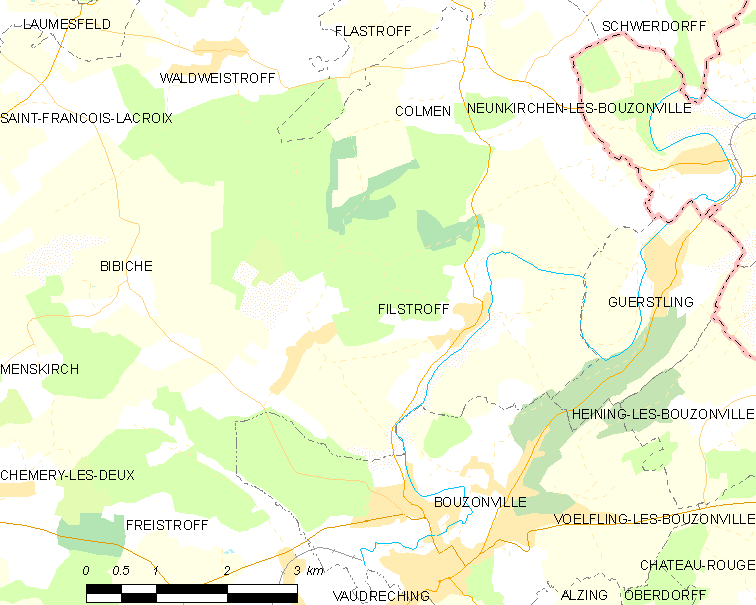
菲尔斯特罗夫的OSM定位图

菲尔斯特罗夫的时区为UTC+01:00、UTC+02:00（夏令时）。

## 行政
菲尔斯特罗夫的邮政编码为57320，INSEE市镇编码为57213。

## 政治
菲尔斯特罗夫所属的省级选区为布宗维尔县。

## 人口

1962-2008年间菲尔斯特罗夫人口变化图示

菲尔斯特罗夫于2022年1月1日时的人口数量为774人。